# Древние сайрамские памятники
Древние сайрамские памятники — совокупное название архитектурных памятников, сохранившихся на месте средневекового города Исфиджаб (с XI века Сайрам):
- Мавзолей Мирали-баба.
- Мавзолей Ибрагим Ата — расположен на окраине северо-западной части села Сайрам, на высоком холме у дороги в село Аксу. Сооружен около ХVІ — XVII веков над могилой духовного правителя шейха Ибрагима — отца Ходжи Ахмеда Яссауи.
- Мавзолей Карашаш ана — согласно легенде, здесь покоится мать святого суфия Ходжи Ахмеда Яссави. Ныне существующее здание построено в XIX веке на месте разрушенной средневековой постройки.
- Мавзолей Абдул-Азиз-Баба —  в северной части села, построен в конце 1860-х годов на месте мавзолея времён Караханидов. Абдул-Азиз-баб жил в VIII веке и являлся знаменосцем предводителя войск мусульман.